# Svenska Racerbåtförbundet
Svenska Racerbåtförbundet, specialidrottsförbund för motorbåtsport. Bildat 1948 och invalt i Riksidrottsförbundet 1962. Förbundets kansli ligger i Idrottens hus i Stockholm.